# Kati Dagenais
Kati Dagenais (née Kati Alaux le 5 août 1969) est une musher, athlète en course de chiens de traîneaux. Elle a obtenu en 2009 le titre de championne du monde en course de chiens de traîneaux dans les catégories à quatre chiens et six chiens,.

## Palmarès
- : février 2010 - La Classique Rona Dagenais, à Sainte-Agathe-des-Monts - Course à 8 chiens[4]
- : 2009 - Championnat du monde en Beauce - Course à 6 chiens
- : 2012 - Limited North American Championship Sled Dog Race - Course à 6 chiens, 8 miles[5]
- : 2013 Championnat du monde IFSS à North Pole en Alaska.- Course à 8 chiens, 12 miles